# جوزپه مینادو
جوزپه مینادو (انگلیسی: Giuseppe Minaudo؛ زادهٔ ۲۲ مارس ۱۹۶۷) بازیکن فوتبال اهل ایتالیا است.
از باشگاه‌هایی که در آن بازی کرده‌است می‌توان به باشگاه فوتبال اینتر میلان، باشگاه فوتبال تورینو، باشگاه فوتبال کرمونزه، باشگاه فوتبال آنکونا، باشگاه فوتبال اودینزه، باشگاه فوتبال پیاچنزا، باشگاه فوتبال آتالانتا، باشگاه فوتبال یووه استابیا، و باشگاه فوتبال نووارا اشاره کرد.